# Repubblica di Santo Stefano
La Repubblica di Santo Stefano fu una colonia collettiva ed autonoma, durata poche settimane, istituita da un gruppo di camorristi, reclusi nel penitenziario dell'isola di Santo Stefano, che presero il potere dopo una violenta rivolta ivi avvenuta nell'ottobre del 1860.

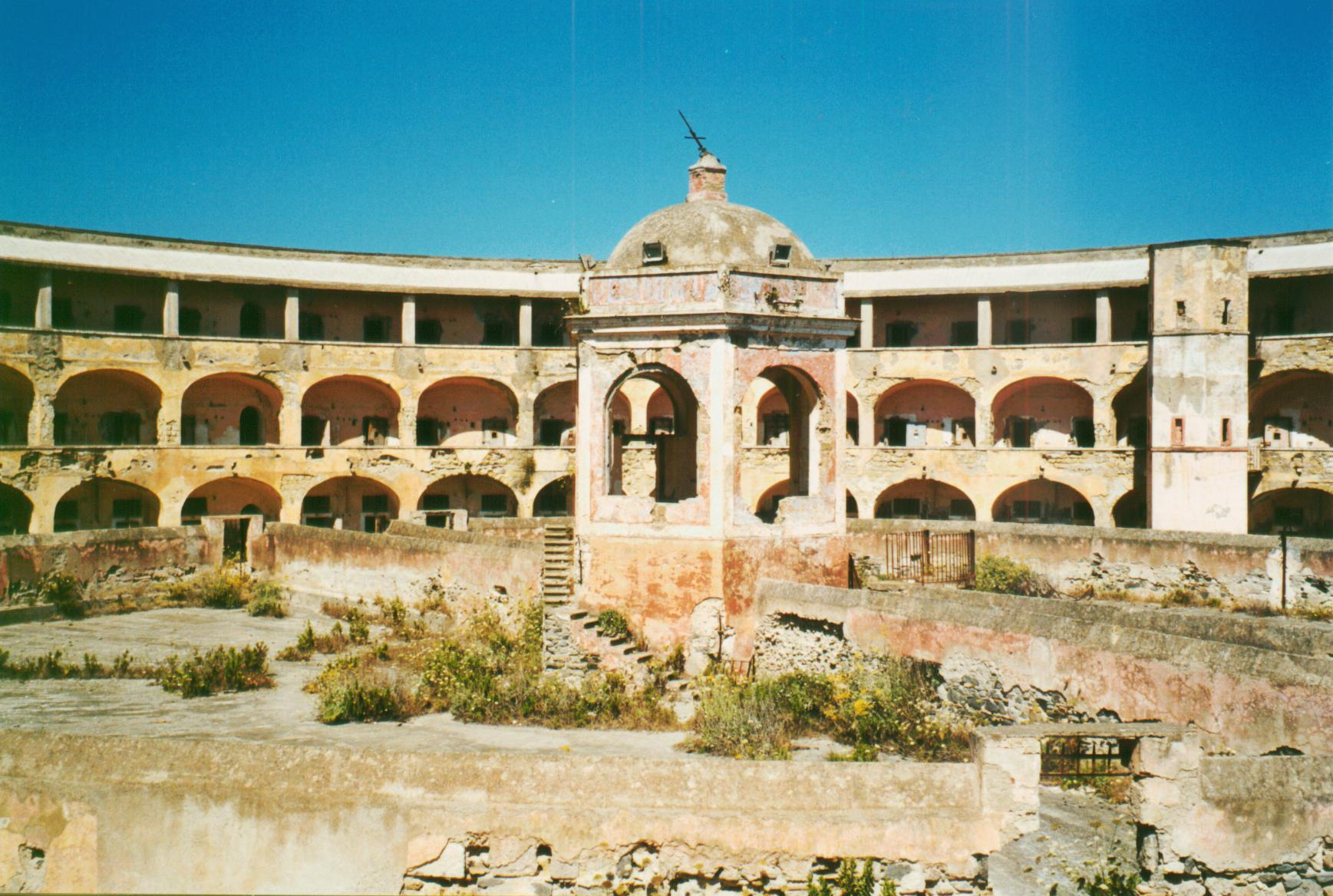
Quel che resta oggi del carcere di Santo Stefano

## La rivolta
Nell'ottobre del 1860 nel penitenziario borbonico dell'Isola di Santo Stefano, espiava le proprie condanne un gruppo di 800 carcerati quasi tutti di origine napoletana ed affiliati alla Bella Società Riformata. Molti di loro erano stati condannati al domicilio coatto nell'isola perché considerati pericolosi per la società o perché si erano resi protagonisti di vicende criminali gravi all'interno di altre prigioni del napoletano. Quando alcuni di questi, approfittando del fatto che il distaccamento borbonico che presidiava il posto aveva dovuto raggiungere in massa Capua dove l'esercito di Francesco II si trovava sotto assedio, disarmarono e bloccarono alcuni secondini, si innescò una furibonda rivolta che vide protagonisti i guappi ed i peggiori camorristi tra quelli reclusi.
Le 40 guardie della prigione furono facilmente disarmate e bloccate, i cancelli furono aperti e il gruppo di rivoltosi si sparpagliò per l'isola. Dopo qualche ora di caos, fu trovato l'accordo con i secondini e con i pochi isolani residenti e fu costituita una giunta denominata  "Commissione per il buon ordine" le cui redini furono offerte al capintrito Francesco Venisca.

## Larepubblica
La comunità si diede addirittura uno statuto costituito dai seguenti articoli:
1. Qualunque condannato uccidesse un suo compagno a tradimento sarà punito con la morte.
2. Qualunque condannato offendesse i superiori dell'ergastolo o i guardiani, per vie di fatto o per minacce, sarà punito con la fucilazione.
3. Qualunque condannato offendesse la vita e le sostanze degli isolani sarà punito con la morte.
4. Qualunque isolano offendesse l'onore delle famiglie appartenenti ai superiori, guardiani e persone oneste dell'isola sarà punito con la morte.

Durante la sua breve esistenza, la Repubblica di Santo Stefano elesse anche un senato, composto dai guappi e dai camorristi più importanti, che doveva decidere le condanne per coloro che non avessero rispettato lo statuto.
Ed in effetti alcuni "processi" con relative condanne ci furono, tutte registrate inchiostro su carta: Pasquale Urso fu condannato a 50 bastonate e a 30 giorni di isolamento in una cella perché aveva rubato dei sacchi di farina; Antonio Margiotta, dopo aver rubato del legname ed un considerevole quantitativo di uva dalla vigna di un contadino, fu costretto a fare il giro dell'isola diverse volte con la refurtiva legata sulle spalle. Ci furono anche condanne a morte, come quella di un certo Giuseppe Sabia, resosi colpevole di aver rubato una capra. Fu trovato nello spiazzo del cimitero proprio mentre la stava arrostendo, fu ucciso sul posto a pugnalate ed il corpo gettato da una scogliera. Un altro condannato a morte fu Vincenzo Fedele. Le cause della condanna di quest'ultimo non sono note, probabilmente fu ucciso per vecchi rancori tra gruppi di camorristi.

## La fine ed il processo
Nel gennaio del 1861 giunse poi sull'isola una spedizione di marinai del Regno di Sardegna. I marinai domarono i rivoltosi e riportarono l'ordine. Il processo ai rivoltosi iniziò solo nel 1866, a causa della scarsezza di testimoni. Le condanne si ebbero nel 1872 e tra queste la più dura fu quella che toccò a tale Francesco Orlando. Tre dei cinque membri della commissione furono assolti. Tra le motivazioni degli avvocati difensori si trova la seguente: